# Tatárvirág
A tatárvirág (Iberis) a keresztesvirágúakhoz (Brassicales) tartozó káposztafélék (Brassicaceae) családjának egyik nemzetsége, melybe mintegy 30, nagyrészt a Mediterráneumban élő növényfaj tartozik. Virágzatukat zigomorf virágok alkotják: pártájuk két rövidebb sziromlevele sugárirányban befelé, két hosszabb és nagyobb sziromlevele sugárirányban kifelé hajlik, melynek nagy szerepe van a rovarok odacsalogatásában.
Fajaik között előfordulnak sziklakerti dísznövények.

## Fajok
- Iberis amara L. – keserű tatárvirág,[1] kerti tatárvirág,[1] nyugati tatárvirág[1]
- Iberis atlantica (Litard et Maire) Greuter et Burdet
- Iberis aurosica Chaix
- Iberis balansae Jord.
- Iberis bernardiana Gern. et Godr.
- Iberis carica Bornm.
- Iberis carnosa Willd. – húsoslevelű tatárvirág,[1] mediterrán tatárvirág[1]
- Iberis ciliata All.
- Iberis corifolia (Sims) R.Sweet
- Iberis fontqueri Pau
- Iberis gibraltarica L. – gibraltári tatárvirág[1]
- Iberis grosii Pau
- Iberis linifolia L.
- Iberis nazarita Moreno
- Iberis obovata L.
- Iberis odorata L.
- Iberis oschtenica Kharkev.
- Iberis pectinata Boiss. et Reut. – spanyol tatárvirág,[1] fésűslevelű tatárvirág[1]
- Iberis peyerimhoffii Maire
- Iberis pinnata L. – szárnyaltlevelű tatárvirág[1]
- Iberis procumbens Lange
- Iberis runemarkii Greuter et Burdet
- Iberis saxatilis L. – korai tatárvirág,[1] cserjés tatárvirág[1]
- Iberis semperflorens L.
- Iberis sempervirens L. – örökzöld tatárvirág[1]
- Iberis simplex DC.
- Iberis spathulata Bergeret ex DC.
- Iberis symplex DC.
- Iberis umbellata L. – ernyős tatárvirág[1]